# Lepidopelopia annulator
Lepidopelopia annulator är en tvåvingeart som först beskrevs av Maurice Emile Marie Goetghebuer 1935.  Lepidopelopia annulator ingår i släktet Lepidopelopia och familjen fjädermyggor. Inga underarter finns listade i Catalogue of Life.